# Jure Borišek
Jure Borišek (ur. 27 lipca 1986 w Šempeterze pri Gorici) – słoweński szachista, arcymistrz od 2008 roku.

## Kariera szachowa
W latach 1997–2004 wielokrotnie reprezentował Słowenię na mistrzostwach świata i Europy juniorów w różnych kategoriach wiekowych, największy sukces w tych rozgrywkach odnosząc w 2004 r. w Ürgüpie, gdzie na ME do 18 lat zdobył srebrny medal. Był również medalistą mistrzostw kraju juniorów, m.in. złotym w 2004 roku (w kategorii do 18 lat).
W swoim dorobku posiada dwa złote (2003, 2005), srebrny (2006) oraz brązowy (2004) medal indywidualnych mistrzostw Słowenii. 
Wielokrotnie reprezentował Słowenię w turniejach drużynowych, m.in.:
- siedmiokrotnie na olimpiadach szachowych (w latach 2002, 2004, 2006, 2008, 2010, 2012, 2014)[4],
- sześciokrotnie na drużynowych mistrzostwach Europy (w latach 2003, 2005, 2007, 2009, 2011, 2013)[5],
- pięciokrotnie na drużynowych mistrzostwach Europy juniorów do 18 lat (w latach 2000, 2001, 2002, 2003, 2004); medalista: wspólnie z drużyną – brązowy (2004)[6],
- dziewięciokrotnie na turniejach o Puchar Mitropa (Mitropa Cup) (w latach 2003, 2004, 2006, 2007, 2008, 2009, 2010, 2012, 2013); trzykrotny medalista: wspólnie z drużyną – srebrny (2012) i dwukrotnie brązowy (2003, 2004)[7].

Normy na tytuł arcymistrza wypełnił w otwartych turniejach w Novej Goricy (2004 i 2007) oraz na drużynowych mistrzostwach Europy w Göteborgu (2007) i na olimpiadzie w Dreźnie (2008). Do innych indywidualnych sukcesów zaliczyć może m.in. dz. II m. w Budapeszcie (2001, turniej First Saturday FS08 IM-A) oraz dz. II m. w Schwarzach (2006, za Iliją Balinowem, wspólnie z m.in. Dusko Pavasoviciem).
Najwyższy ranking w dotychczasowej karierze osiągnął 1 grudnia 2019 r., z wynikiem 2596 punktów.